# Xiphorhynchus guttatus
El trepatroncos pegón (Xiphorhynchus guttatus), también denominado trepatroncos silbador (en Colombia) o trepador pegón (en Venezuela), es una especie de ave paseriforme de la familia Furnariidae, subfamilia Dendrocolaptinae, perteneciente al numeroso género Xiphorhynchus. Es nativa del norte de Sudamérica y del litoral oriental de Brasil. 

## Distribución y hábitat

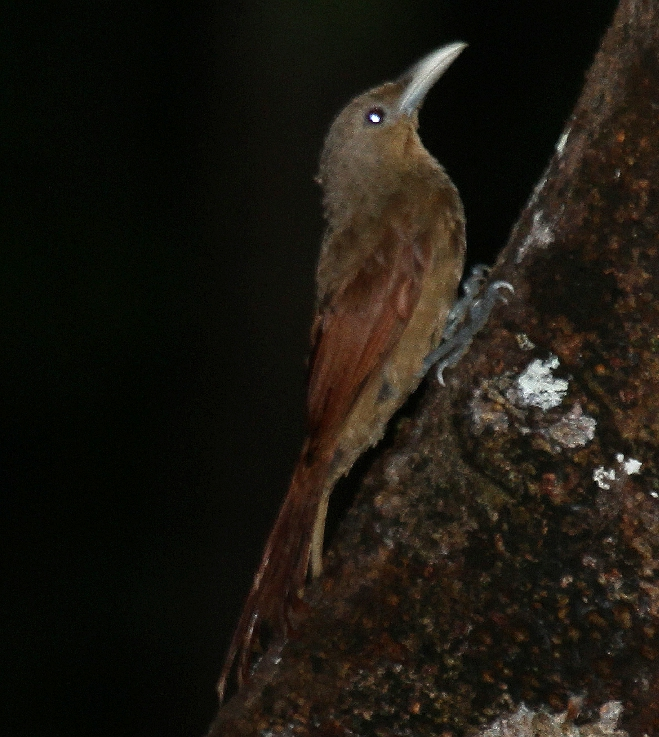
Trepatroncos cacao.

Se distribuye en dos grandes áreas disjuntas, desde el este de Colombia, por Venezuela, Guyana, Surinam, Guayana francesa y noreste de la Amazonia brasileña; y en una faja costera del este de Brasil.
Esta especie es considerada común y ampliamente diseminada en sus hábitats naturales: las selvas húmedas y sus bordes, los bosques en galería, localmente también en bosques semi-caducifolios y en manglares, hasta los 700 metros de altitud.

## Descripción
El trepatroncos pegón mide entre 22,5 y 29,5 cm de longitud, y pesa entre 49 y 74 g, por lo que es, junto al trepatroncos de Lafresnaye, el miembro más grande del género Xiphorhynchus. Su cuerpo es de color pardo rojizo con la cabeza, cuello y pecho salpicado con múltiples motas y pequeñas listas blanquecinas. Su pico es largo y ligeramente curvado hacia abajo, cuya mandíbula superior es de color gris oscuro y la inferior es beige claro. Su llamada típica es un «chiv-ri chiv-ri» alto.

## Comportamiento
Son principalmente insectívoros. Se alimentan en la parte baja de los árboles, generalmente en solitario, aunque en grupos pueden seguir a las columnas de hormigas guerreras.
Construyen nidos en los huecos de los árboles y tocones secos, donde suelen poner dos huevos blancos.

## Sistemática

### Descripción original
La especie X. guttatus fue descrita por primera vez por el naturalista alemán Martin Lichtenstein en 1820 bajo el nombre científico Dendrocolaptes guttatus; sin localidad tipo definida, se asume: «Bahía, Brasil».

### Etimología
El nombre genérico masculino «Xiphorhynchus» se compone de las palabras del griego «ξιφος xiphos»: espada, y «ῥυγχος rhunkhos»: pico; significando «con pico en forma de espada»;  y el nombre de la especie «guttatus», proviene del latín: moteado, punteado.

### Taxonomía e historia evolutiva

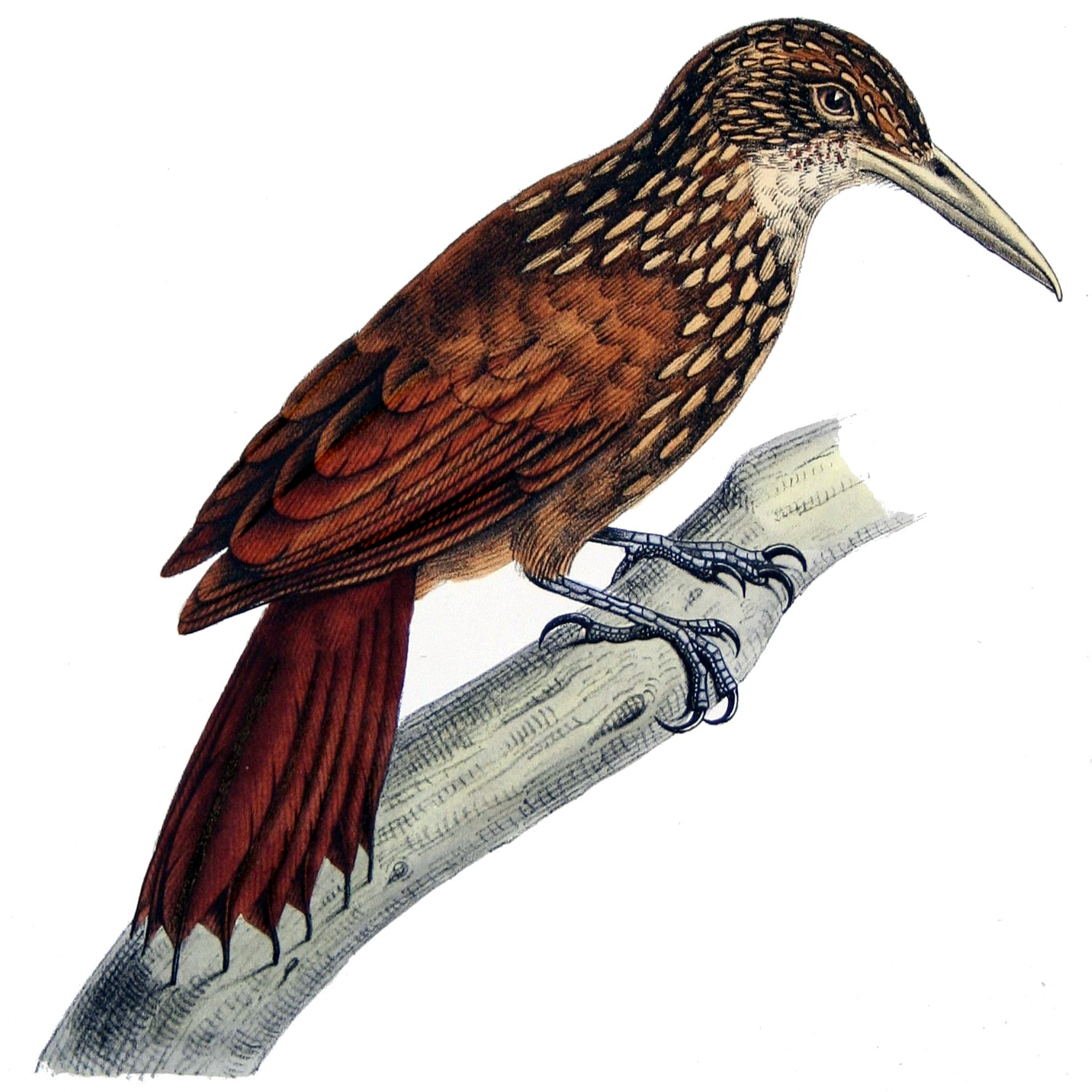
Dendrornis rostripalles = Xiphorhynchus guttatoides; ilustración de Castelnau, en Expédition dans les parties centrales de l'Amérique du Sud, de Rio de Janeiro à Lima et de Lima au Para, 1856

La taxonomía de la presente especie es compleja. En el pasado se incluyó dentro de esta especie al trepatroncos cacao Xiphorhynchus susurrans de América Central y norte de Sudamérica, pero actualmente se considera una especie aparte. Del numeroso grupo de subespecies restantes a veces se ha separado el «grupo guttatoides», de pico pálido y moteado crema, y el «grupo eytoni», de pico oscuro y moteado blanquecino, considerándolos las especies trepatroncos de Lafresnaye Xiphorhynchus guttatoides y trepatroncos de pico oscuro X. eytoni. Aunque visualmente son bastante diferentes, estos dos grupos forman un solo clado, separado del grupo nominal (guttatus, polystictus y connectens) de X. guttatus, que en cambio está más próximo a X. susurrans. La biogeografía y los datos genéticos sugieren que la relación entre estas subespecies y el taxón ahora englobado en X. guttatoides y X. susurrans merece estudios más detallados. Dependiendo de los resultados de estos estudios la especie Xiphorhynchus guttatus podría restringirse a la población costera sureña, que está amenazada de extinción por la fragmentación de su hábitat. 
Un estudio genético reciente corrobora los anteriores y sirve como base, junto a las diferencias morfológicas y de vocalización más sutiles, para las clasificaciones Aves del Mundo (HBW) y Birdlife International (BLI) tratar a X. guttatoides (incluyendo al «grupo eytoni») como especie separada. Otras clasificaciones, como el Congreso Ornitológico Internacional (IOC) y Clements checklist/eBird todavía consideran al «grupo guttatus/guttatoides/eytoni» como una única especie.
El escenario evolutivo más probable es que los antepasados del trepatroncos de Lafresnaye se extendieran desde la baja Amazonía hasta el este y el sur de los de Andes, y que los ancestros del trepatroncos pegón y el cacao se extendieran río abajo para llegar a la costa norte de Sudamérica, donde entonces X. susurrans se separaría en un linaje norteño. De hecho es posible que las variedades centroamericanas y transandinas pudieran en el futuro constituirse en especie aparte, X. nana.

### Subespecies
Según la clasificación Aves del Mundo se reconocen tres subespecies, con su correspondiente distribución geográfica:
- Xiphorhynchus guttatus polystictus (Salvin y Goodman, 1883) – cuenca del río Orinoco en el este de Colombia (este de Vichada) hacia el este, a través del sur y  este de Venezuela (norte de Amazonas, Bolívar y suroeste de Anzoátegui al este hasta Delta Amacuro), Guyana, Surinam y extremo noprte de Brasil (Roraima), Guyana and Suriname; las poblaciones de la Guayana francesa pueden ser de connectens. .
- Xiphorhynchus guttatus connectens Todd, 1948 – noreste de la Amazonia brasileña, a lo largo de la margen norte del río Amazonas, desde el este de Manaus hacia el este hasta Amapá.
- Xiphorhynchus guttatus guttatus (Lichtenstein, 1820) – zonas costeras del este de Brasil, desde el sureste de Rio Grande do Norte y Paraíba al sur hasta Espírito Santo; raramente registrado en Río de Janeiro.